# بيتر هويت براون
بيتر هويت براون هو سياسي أمريكي، ولد في 16 أكتوبر 1936 في هيوستن في الولايات المتحدة، وتوفي بنفس المكان في 12 ديسمبر 2017. نشط حزبياً في الحزب الديمقراطي.